# 현악 사중주 7번 (베토벤)
《현악 사중주 7번 바장조, 작품 번호 59-1》은 루트비히 판 베토벤에 의해 쓰인 세 개의 현악 사중주, “라주몹스키” 세트 중 첫 번째 작품이다. 때로 라주몹스키 1번이라고도 칭한다.

## 개요
대단한 음악 애호가로, 자신의 현악 사중주단을 거느리고 있었을 뿐더러, 때로는 그 자신이 제2바이올린 주자로 활약했던, 당시의 빈 주재 러시아 대사 안드레이 라주몹스키 백작은 자신의 악단이 연주할 현악 사중주 작품을 베토벤에게 의뢰했고, 이에 베토벤은 그의 현악 사중주 장르에서 7번부터 9번까지에 해당되는, 러시아적 정서의 세 개의 사중주, 라주몹스키 세트를 작곡했다. 
세트의 사중주들은 모두 긴 작품이며, 연주하기가 상당히 어렵다. 이러한 사실은 이것들이 빈의 많은 아마추어 앙상블을 염두에 두고서 간단한 양식으로 쓰인 베토벤의 초기 실내악으로부터 급격히 이탈하는 것을 나타내는데, 파트의 복잡한 레이어링과 주제의 야심찬 개발로 더욱 풍부하고 다양해 졌지만, 연주자들에게는 기술적인 요구 사항이 많이 부과되며, 러시아 컨트리 댄스의 활기를 배경으로 지적인 푸가 주제의 균형 유지와 같은, 급진적인 양식의 병치에 의해 종종 어울리는, 요동치는 감정 변화가 있다. 사중주단의 반응은 대체로 부정적이었다. 베토벤의 실내악을 많이 연주한 바이올리니스트 이그나츠 슈판치히는 자신들이 너무 이례적이고 도전적이라고 주장했고, 이를 연주할 수 있는 바이올리니스트는 거의 없을 것이라고 예측했다. 이것들이 모두 1806년의 5월부터 11월까지 작곡되었다는 점은 베토벤이 소유한 속도와 숙달을 드러낸다; 이 사중주, 작품 번호 59-1은 이미 7월에 작곡이 완료되었다. 
세트의 공개적인 초연은 1807년 2월에 빈에서 슈판치히 사중주단에 의해 이루어졌다. 세트의 악보는 1808년 1월에 빈의 예술과 산업 상점 출판사를 통해 초판이 간행되었다. 헌정은 세트의 의뢰자였던 라주몹스키 백작에게 이루어졌다.
세트의 사중주들 중에서도, 특히, 7번 사중주는 일반적으로 가장 위대하면서 백미로 꼽히는 작품으로, 작곡가의 가장 훌륭한 실내악 작품 중 하나로 간주된다. 규모 면에서도 가장 큰 것이며, 전 악장이 소나타 형식으로 되어 있다. 악곡의 끝에 이르러서는 러시아 민요가 채택되어 있는데, 베토벤 자신의 채취를 잃지 않은 러시아 민요조로 작곡되어 있다. 이 러시아 민요조는 다음 악곡인 8번 사중주의 세 번째 악장에서도 나타난다. 이 사중주는 그의 두 번째 시기를 예고한 작품 중 하나로, 이 시기에 많은 것이 만들어졌다. 약간 일찍 나온 《“영웅” 교향곡》은 일반적으로 출발점으로 간주된다.
베토벤 연구가인 빌헬름 폰 렌츠는 라주몹스키 세트를 “하늘에서 내려온 세 개의 기적”이란 말로 표현했다.

## 악장 구성
이 사중주는 세트의 다른 사중주와 마찬가지로 4악장 형식을 따른다: 
1. Allegro
2. Allegretto vivace e sempre scherzando
3. Adagio molto e mesto - attacca
4. Thème Russe. Allegro

연주 시간은 약 40분 정도로, 중기의 사중주 중 가장 길다.

### 제1악장. 알레그로
바장조, 소나타 형식, 4/4 박자.
제2바이올린, 비올라의 화음에 힘입어 첼로가 제1주제를 제시하고, 그것이 제1바이올린으로 이어진다고 하는, 당시로서는 파격적인 서법으로 시작된다. 제2주제는 제1바이올린으로 나오며, 거기에 다른 악기를 대위법적으로 얽히게 하고 있다. 전개부는 규모가 크고, 제1주제를 중심으로 다룬다. 이중 푸가에서 새로운 선율이 나오는데, 이것은 주제와 긴밀한 관계가 있다. 재현부에서는 경과부가 상당히 변화, 단축되고 있다. 장대한 코다에서는 제1주제의 전개가 이루어진다. 400 마디 이상이 되는 대곡이다.

### 제2악장. 알레그레토 비바체 에 셈프레 스케르찬도
내림나장조, 소나타 형식, 3/8 박자.
실내악으로서는 드물게 큰 규모의 스케르초로 주제가 나타나며, 제1악장의 주제와 서로 연관되어 베토벤 특유의 해학이 엿보인다.

### 제3악장. 아다지오 몰토 에 메스토 - 아타카
바단조, 소나타 형식, 2/4 박자.
제1주제는 제1바이올린으로 표시되지만, 그것에 다른 악기가 대위법적으로 추가되어 있다. 전개부에서는 제2주제로 시작하여 제1주제를 다루고 새로운 선율도 나온다. 제1바이올린에 의한 카덴차를 거쳐 끊김없이 최종 악장까지 이어진다.

### 제4악장. 러시아 주제. 알레그로
바장조, 소나타 형식, 2/4 박자.
러시아 민요에 의한 제1주제로 시작된다. 러시아 민요는, 비록 라주몹스키 백작의 희망으로 삽입되었으나, 베토벤 특유의 채취는 잃지 않고 있다. 러시아의 독특한 어둡고 느린 조 대신에 그의 개성을 나타낸 의지적 주제로서 힘찬 승리의 메시지를 남긴다. 이 러시아 민요는 첼로가 먼저 연주한다. 코다에서는 첫 번째 주제를 전개하여 다루고, 아다지오로 템포를 떨어뜨린 후, 프레스트로 화려하게 종결한다.

## 같이 보기
- 현악 사중주 7-9번, 작품 번호 59 - 라주몹스키 (베토벤)
- 베토벤의 현악 사중주

## 참고 문헌